# Strongbow

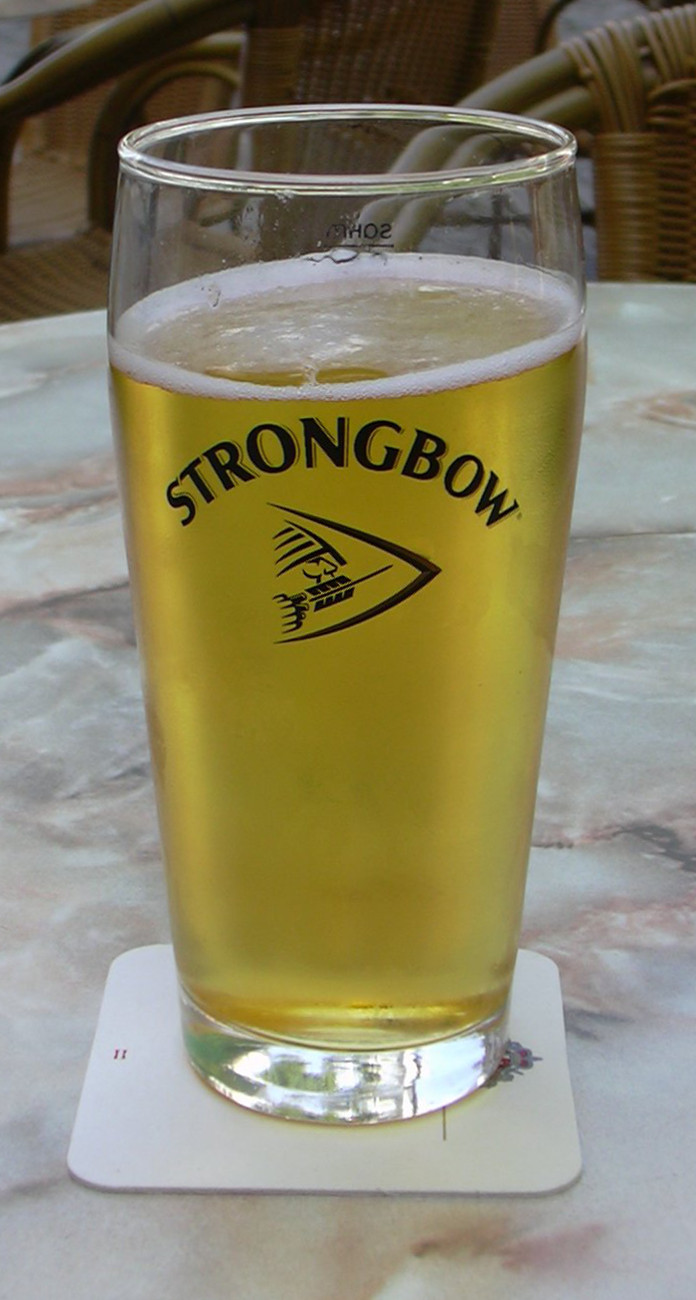
En pint Strongbow.

Strongbow är en torr stark cider (5,3 %) från Storbritannien där den är mycket populär. Över hälften av all torr cider som säljs i brittiska pubar är Strongbow. Namnet kommer från Richard de Clare (1130–1176), Earl av Pembroke. Han baserade sin krigföring i Irland till stor del på bågskyttar, något som irländarna inte använde. Det gav honom smeknamnet Strongbow, ”Starkbåge”.